# Pueblos lumades
Los pueblos lumades (en cebuano: katawhang lumad, lit. 'pueblos nativos') son el conjunto de las etnias indígenas de las islas de Mindanao en Filipinas. Su nombre se deriva de la palabra lumad en cebuano, la lengua vehicular de la gran isla, y significa “nativo”. Este uso se originó dentro la Iglesia católica en la provincia de Joló para hacer referencia a los indígenas mindanaenses, y desde entonces se ha apropiado por los mismos indígenas como su endónimo colectivo.